# Rosario Miralbés Bedera
Rosario Miralbés Bedera (27 de febrero de 1924-Zaragoza, 11 de diciembre de 2019) fue una geógrafa español. La primera mujer española catedrática de Geografía.  

## Biografía
Recibió el Premio Extraordinario en el Examen de Estado (1944), y se licenció en Geografía en la Universidad de Zaragoza (1949).Tras defender su tesis doctoral sobre la geoeconomía de Soria, dirigida por José Manuel Casas Torres (curso 1951-52), trabajó en la cátedra de Geografía económica de las Escuelas de Comercio.Obtuvo la Beca España en Ciencias Sociales (1958), concedida por la Fundación Juan March,para la realización de su memoria final, sobre la "Distribución geográfica de la población de Andalucía y su evaluación cuantitativa".Fue colaboradora honoraria de la División de Humanidades del Consejo Superior de Investigaciones Científicas.
Solicitó su admisión en el Opus Dei como supernumeraria en los años cincuenta.
En 1967 obtuvo la cátedra de Geografía de la Universidad de Santiago de Compostela, siendo la primera geógrafa en España en acceder a una cátedra universitaria.Su nombramiento se produjo el 26 de mayo y la toma de posesión el 7 de junio de 1967. En la Universidad Compostelana (7 de junio de 1967-30 de septiembre de 1981), estableció y consolidó el Departamento de Geografía, desarrollando una amplia labor docente centrada en trabajos de investigación, entre los que se encuentran varias Tesis Doctorales —Rafael Rodríguez Martínez-Conde, María Luisa Pérez Iglesias, Julio Hernández Borge, María Luisa Pérez Fariña, María Isabel Fernández Justo, Montserrat Villarino Pérez y Luis Guitián Rivera—, junto a 45 memorias de Licenciatura.
En 1981 regresó a la Universidad de Zaragoza, donde trabajó como catedrática hasta su jubilación. Durante su labor académica —tanto docente como investigadora—, siguió con interés la evolución que experimentó la Geografía en esos años. Se pasó de considerar los hechos geográficos en su dimensión espacial concreta a estudiar los espacios geográficos interdependientes, como sistemas territoriales abiertos a la globalidad de áreas muy extensas.